# لمرينات (عبو لكحل)
لمرينات هي إحدى مشيخات المملكة المغربية، تتبع جغرافيا لإقليم فكيك وإداريًا لعبو لكحل. يقدر عدد سكانها بـ 379 نسمة حسب الإحصاء الرسمي للسكان والسكنى لسنة 2004.